# 屈遵
屈 遵（くつ じゅん、生没年不詳）は、中国の西燕から北魏にかけての政治家。字は子皮。本貫は昌黎郡徒河県。

## 経歴
西燕の慕容永の下で尚書僕射をつとめ、武垣公に封じられた。慕容永が滅ぶと、後燕の慕容垂の下で博陵県令となった。北魏の道武帝が南征して魯口にやってきたとき、博陵郡太守の申永南や高陽郡太守の崔玄伯らをはじめとした人々が逃亡したので、屈遵は官吏や民衆たちを説得して道武帝に帰順した。道武帝の礼遇を受け、中書令に任じられ、総文誥を兼ねた。中原が平定されると、下蔡子の爵位を受けた。道武帝に従って平城に帰還すると、まもなく死去した。享年70。

## 子女
- 屈須（後嗣、長楽郡太守・鎮遠将軍・信都侯、子に屈垣）
- 屈処珍（屈須の死後に爵位を嗣いだ）

## 伝記資料
- 『魏書』巻33 列伝第21
- 『北史』巻27 列伝第15